# Rezerwat przyrody Kacze Łęgi
Rezerwat przyrody Kacze Łęgi (kaszb. Kaczé Łãdżi) – leśny rezerwat przyrody o powierzchni 8,97 ha utworzony w 1983 roku, znajdujący się w dolinie rzeki Kaczej na terenie Trójmiejskiego Parku Krajobrazowego, na obszarze Krykulec (część dzielnicy Mały Kack). Teren rezerwatu jest zarządzany przez Nadleśnictwo Gdańsk, nadzór sprawuje Regionalna Dyrekcja Ochrony Środowiska.
Obejmuje odcinek potoku z niewielkim dopływem oraz dobrze zachowany fragment lasu łęgowego z okazałym drzewostanem i wieloma drzewami pomnikowymi. Rezerwat chroni pozostałość dawnej szaty roślinnej dolin rzecznych (łęg wiązowy) w formie typowej dla roślinności dna dolin niewielkich rzek. Stwierdzono tu występowanie 210 gatunków roślin naczyniowych, w tym stosunkowo dużej ilości roślin górsko-podgórskich. W drzewostanie dominuje olsza czarna i jesion wyniosły.